# Phương trình trạng thái
Trong vật lý và nhiệt động lực học, một phương trình trạng thái là một phương trình nhiệt động liên quan đến các biến trạng thái mô tả trạng thái của vật chất trong một tập hợp các điều kiện vật lý nhất định, như áp suất, thể tích, nhiệt độ (PVT) hoặc năng lượng bên trong. Các phương trình trạng thái rất hữu ích trong việc mô tả các tính chất của chất lỏng, hỗn hợp chất lỏng, chất rắn và bên trong các ngôi sao.

## Tổng quan
Hiện tại, không có phương trình trạng thái duy nhất dự đoán chính xác tính chất của tất cả các chất trong mọi điều kiện. Một ví dụ về phương trình trạng thái tương quan mật độ của chất khí và chất lỏng với nhiệt độ và áp suất, được gọi là phương trình trạng thái khí lý tưởng, gần như chính xác đối với các khí cực yếu ở áp suất thấp và nhiệt độ vừa phải. Phương trình này ngày càng trở nên không chính xác ở áp suất cao hơn và nhiệt độ thấp hơn, và không dự đoán được sự ngưng tụ từ chất khí sang chất lỏng.
Một ứng dụng phổ biến khác là mô hình hóa phần bên trong của các ngôi sao, bao gồm các sao neutron, vật chất đậm đặc (các quason gluon plasmas) và các trường bức xạ. Một khái niệm liên quan là phương trình chất lỏng hoàn hảo của trạng thái được sử dụng trong vũ trụ học.
Phương trình trạng thái cũng có thể mô tả chất rắn, bao gồm sự chuyển đổi chất rắn từ trạng thái tinh thể này sang trạng thái tinh thể khác.
Trong bối cảnh thực tế, các phương trình trạng thái là công cụ để tính toán PVT trong các vấn đề kỹ thuật quá trình, chẳng hạn như tính toán cân bằng khí / lỏng dầu khí. Một mô hình PVT thành công dựa trên phương trình trạng thái phù hợp có thể hữu ích để xác định trạng thái của chế độ dòng chảy, các tham số để xử lý chất lỏng trong bể chứa và kích thước đường ống.
Các phép đo của các tham số phương trình trạng thái, đặc biệt là ở áp suất cao, có thể được thực hiện bằng cách sử dụng laser.

## Lịch sử

### Định luật Boyle-Mariotte (1662)
{\displaystyle }Định uật Boyle-Mariotte có lẽ là biểu thức đầu tiên của phương trình trạng thái.  Trong năm 1662, nhà vật lý  và hóa học người Ireland Robert Boyle thực hiện một loạt các thí nghiệm sử dụng một ống thủy tinh hình chữ J, được bịt kín trên một đầu. Thủy ngân đã được thêm vào ống, nhốt một lượng không khí cố định trong đầu ngắn, bịt kín của ống. Sau đó, thể tích khí được đo khi thủy ngân bổ sung được thêm vào ống. Áp suất của khí có thể được xác định bằng chênh lệch giữa mức thủy ngân ở đầu ngắn của ống và ở đầu dài, hở ở cuối. Thông qua các thí nghiệm này, Boyle lưu ý rằng thể tích khí thay đổi ngược với áp suất. Ở dạng toán học, điều này có thể được nêu là:
{\displaystyle pV=\mathrm {constant} .\,\!}
Mối quan hệ trên cũng được Edme Mariotte độc lập tìm ra. Tuy nhiên, kết quả nghiên cứu của Mariotte không được công bố cho đến năm 1676.

### Định luật của Charles hoặc Luật của Charles và Gay-Lussac (1787)
Năm 1787, nhà vật lý người Pháp Jacques Charles đã phát hiện ra rằng oxy, nitơ, hydro, carbon dioxide và không khí mở rộng đến mức tương tự trong cùng khoảng thời gian 80 kelvin. Sau đó, vào năm 1802, Joseph Louis Gay-Lussac đã công bố kết quả của các thí nghiệm tương tự, chỉ ra mối quan hệ tuyến tính giữa thể tích và nhiệt độ:
{\displaystyle {\frac {V_{1}}{T_{1}}}={\frac {V_{2}}{T_{2}}}.}
{\displaystyle }

### Định luật áp lực từng phần của Dalton (1801)
Định luật áp suất riêng phần của Dalton nói rằng áp suất của hỗn hợp khí bằng tổng áp lực của tất cả các khí cấu thành.
Về mặt toán học, điều này có thể được biểu diễn cho n phần như sau:
{\displaystyle p_{\text{total}}=p_{1}+p_{2}+\cdots +p_{n}=p_{\text{total}}=\sum _{i=1}^{n}p_{i}.}
{\displaystyle }

### Định luật khí lý tưởng (1834)
Năm 1834, Émile Clapeyron đã kết hợp Luật Boyle và luật Charles vào tuyên bố đầu tiên về luật khí lý tưởng. Ban đầu, định luật được xây dựng là pV m = R (T C + 267) (với nhiệt độ được biểu thị bằng độ C), trong đó R là hằng số khí. Tuy nhiên, công việc sau đó đã tiết lộ rằng con số thực sự phải gần với con số 273,2 và sau đó thang đo Celsius được xác định bằng 0   °C = 273,15   K, cho:
{\displaystyle pV_{m}=R\left(T_{C}+273.15\ {}^{\circ }{\text{C}}\right).}
{\displaystyle }

### Phương trình trạng thái Van der Waals (1873)
Năm 1873, JD van der Waals đã đưa ra phương trình trạng thái đầu tiên xuất phát từ giả định về thể tích hữu hạn chiếm bởi các phân tử cấu thành. Công thức mới của ông đã cách mạng hóa việc nghiên cứu các phương trình trạng thái, và nổi tiếng nhất thông qua phương trình trạng thái Redlichát Kwong và sửa đổi Soave của Redlich-Kwong.

## Dạng tổng quát của phương trình trạng thái
Đối với một lượng chất nhất định có trong một hệ thống, nhiệt độ, thể tích và áp suất không phải là đại lượng độc lập; chúng được kết nối bởi một mối quan hệ có dạng:
{\displaystyle f(p,V,T)=0}
Một phương trình được sử dụng để mô hình mối quan hệ này được gọi là phương trình trạng thái. Trong các phần sau, các phương trình chính của trạng thái được mô tả và các biến được sử dụng ở đây được định nghĩa như sau. Bất kỳ bộ đơn vị nhất quán nào cũng có thể được sử dụng, mặc dù các đơn vị SI được ưu tiên. Nhiệt độ tuyệt đối đề cập đến việc sử dụng thang đo nhiệt độ Kelvin (K) hoặc Rankine (° R), với 0 là 0 tuyệt đối.
{\displaystyle \ p}, áp suất (tuyệt đối)
{\displaystyle \ V}, thể tích
{\displaystyle \ n}, số mol của một chất
{\displaystyle \ V_{m}}, {\displaystyle {\frac {V}{n}}}, thể tích mol, thể tích 1 mol khí hoặc chất lỏng
{\displaystyle \ T}, nhiệt độ tuyệt đối
{\displaystyle \ R}, hằng số khí lý tưởng ≈ 8.3144621 J/mol·K
{\displaystyle \ p_{c}}, áp lực tại điểm tới hạn
{\displaystyle \ V_{c}}, khối lượng mol tại điểm tới hạn
{\displaystyle \ T_{c}}, nhiệt độ tuyệt đối tại điểm tới hạn

## Luật khí lý tưởng cổ điển
{\displaystyle }Luật khí lý tưởng cổ điển có thể được viết là:
{\displaystyle pV=nRT.}
Trong công thức ở trên, phương trình trạng thái là
{\displaystyle f(p,V,T)=pV-nRT=0}.
Nếu sử dụng xấp xỉ khí hoàn hảo về nhiệt, thì định luật khí lý tưởng cũng có thể được biểu thị như sau
{\displaystyle p=\rho (\gamma -1)e}
Ở đây {\displaystyle \rho } là mật độ, {\displaystyle \gamma =C_{p}/C_{v}}là chỉ số đoạn nhiệt (tỷ lệ của các khối lượng cụ thể),{\displaystyle e=C_{v}T} là năng lượng bên trong mỗi đơn vị khối lượng ("năng lượng bên trong cụ thể"), {\displaystyle C_{v}}là nhiệt dung riêng ở thể tích không đổi, và {\displaystyle C_{p}} là nhiệt dung riêng ở áp suất không đổi.